# Rustam Usmonov
Rustam Usmonov (30 januari 1977) is een Tadzjieks voormalige voetballer.

## Biografie
Usmonov speelde voor FK Chatlon, Kairat Almaty, FC Kyzylzhar, Regar-TadAZ Toersoenzoda, Irtysj Pavlodar, Jetisu FK Taldıqorğan en Ekibastuz FK.
Hij werd met Irtysj Pavlodar tweemaal kampioen van de Kazachse Premier liga.

## Erelijst
| Club            | Prijzen      | Aantal | Jaar        |
| --------------- | ------------ | ------ | ----------- |
| FK Chatlon      | Tajik League | 2      | 1997 & 2009 |
| FK Chatlon      | Tajik Cup    | 1      | 1997        |
| Regar-TadAZ     | Tajik League | 1      | 2001        |
| Regar-TadAZ     | Tajik cup    | 1      | 2001        |
| Irtysj Pavlodar | Premier liga | 2      | 2002 & 2003 |

## Interlandcarrière
Usmonov kwam ook uit voor het Tadzjieks voetbalelftal. Zijn enige interland-doelpunt scoorde hij op 26 november 2000 tegen Guam.